# Louis de Cahusac
Pour les articles homonymes, voir Cahusac et Cahuzac.
Louis de Cahusac, né à Montauban le 6 avril 1706 et mort à Paris le 22 juin 1759, est un auteur dramatique français.

## Biographie
Il fut écuyer et secrétaire des commandements du comte de Clermont, fit la campagne de 1743 avec ce prince, et le quitta pour se livrer à la littérature. 
On a de lui plusieurs pièces de théâtre, comme :
- Pharamond (1736)
- Le Comte de Warwick, tragédie (1742),
- Zénéide, comédie en un acte et en vers (1743)
- L'Algérien ou les muses comédiennes, comédie ballet (1743).

Poète dramatique et lyrique, il collabore avec Jean-Philippe Rameau pour de nombreuses œuvres lyriques : 
- Les Fêtes de Polymnie (1745)
- Les Fêtes de l'Hymen et de l'Amour (1747)
- Zaïs (1748)
- Naïs (1749)
- Zoroastre (1749)
- Anacréon (1754).

Il est très vraisemblablement l'auteur du livret des Boréades, dernière tragédie lyrique de Rameau dont les répétitions eurent lieu en 1764 mais qui ne fut représentée en public qu'en 1982.
Il participe également à la rédaction d'articles pour l'Encyclopédie, notamment sur le ballet, le chant, la comédie-ballet, la contredanse, etc.
Enfin, il publie La Danse ancienne et moderne ou Traité historique de la danse (La Haye, Jean Neaulme, 1754, réédité en 2004).
Parmi les librettistes de Rameau, c'est celui dont la collaboration dura le plus longtemps.
On le compte parmi les prétendants de la cantatrice Marie Fel et il serait mort du chagrin de ne la point épouser, selon François-Antoine Chevrier (Le Colporteur, Paris, Bibliothèque des curieux, 1914, page 69).

### Biographie
- Marcel Gausseran, « Louis de Cahuzac (1706-1759) homme de lettres montalbanais », Recueil de l'Académie de Montauban : sciences, belles-lettres, arts, encouragement au bien 1971-1972, 3e série, t. 67,‎ 1973, p. 24-38 (lire en ligne)